# IX Región Militar
La IX Región Militar, a veces también conocida como Capitanía General de Granada, hace referencia a una subdivisión histórica del territorio español desde el punto de vista militar en cuanto a la asignación de recursos humanos y materiales. Su sede estuvo situada en la ciudad de Granada, en el Convento de San Francisco Casa Grande, y se mantuvo operativa durante el Siglo XX, llegando a comprender durante su existencia el territorio de diversas provincias de Andalucía Oriental. Su precedente histórico fue la Capitanía General de Granada, que tuvo una existencia de más de cuatro siglos hasta su desaparición en 1893.

## Jurisdicción territorial
La Capitanía General de Granada comprendía las provincias de Granada, Málaga y Almería y, posteriormente, se incluyó la provincia de Jaén. También llegó a incorporar, desde 1968, a la Comandancia General de Melilla, tras la disolución del Mando del Ejército del Norte de África, por Decreto del 28 de diciembre de 1967. En los primeros momentos las delimitaciones sobre su jurisdicción territorial no estaban claramente definidas, en tanto que hubo roces por la jurisdicción militar sobre el Campo de Gibraltar entre las regiones militares IX y la II hasta la definitiva delimitación de 1949. La sede de la Capitanía General se encontraba en Granada, en consonancia con la tradición histórica de la antigua capitanía general. La Región Militar responde ya a un modelo de defensa territorial histórico, puesto que desde 2002 las Fuerzas Armadas españolas se organizan en unidades tácticas en función de los cometidos y misiones asignados.

## Historia
En julio de 1939, tras finalizar la Guerra Civil, fueron reorganizadas las antiguas capitanías generales y quedó establecida una división en ocho regiones militares. A la II Región Militar (Andalucía) se le asigna el II Cuerpo de Ejército con tres divisiones: 21.ª (Sevilla), 22.ª (Campo de Gibraltar) y 23.ª (Granada).
Una vez iniciada la Segunda Guerra Mundial, el desembarco aliado en el Norte de África (8 de noviembre de 1942) supuso una enorme preocupación para Franco y su Estado Mayor, que temían una posible invasión anglo-americana por el sur de la península. A tal efecto, a finales de aquel año se estableció la creación de una nueva IX Región Militar que agruparía las provincias de Granada, Málaga y Almería, segregándolas del territorio de la II Región. La nueva región militar quedó oficialmente establecida el 1 de marzo de 1944, con su sede central en Granada y con la antigua 23.ª División bajo su jurisdicción. Al mando de la misma fue designado el General de División Vicente Lafuente Baleztena, que había sido hasta la fecha Gobernador Militar.
En 1958, se inició un proceso de reorganización del Ejército de Tierra en divisiones pentómicas, que terminaría fracasando y sería sustituido por otro de inspiración francesa en 1965. Durante este efímero período de tiempo, desapareció la 23.ª División, y en su lugar quedó constituida en Granada la División de Infantería Reyes Católicos n.º 91, que empezaría a operar como tal en 1960, integrada en el "Cuerpo de Ejército n.º 2", junto a otras divisiones y brigadas de Andalucía, Valencia y Cataluña.
En 1959 el rango de la Capitanía General fue elevado e igualado respecto al resto de regiones militares. Y por el Decreto del 11 de febrero de 1960, en el contexto de una reorganización administrativa dentro del Ejército de Tierra, el territorio de la provincia de Jaén quedó definitivamente bajo jurisdicción de la IX Región. En los primeros meses de 1968, la plaza de Melilla se integra, junto con su guarnición, en la Novena Región, como resultado de la disolución de la Jefatura del Ejército Español en el Norte de África, en diciembre de 1967. El 17 de octubre de 1984 fueron suprimidas la IX Región Militar y también la II Región (formada por las provincias bajoandaluzas de Huelva, Cádiz, Sevilla y Córdoba), para quedar unificadas en una nueva Región Militar Sur. Este proceso, además, fue adelantado, debido a la muerte del capitán general de Granada de aquel momento, Ricardo Oñate de Pedro. El General Oñate no era partidario de una sola Capitanía (en el sur peninsular). En la fase final de la Novena Región Militar, que tuvo una duración de varios meses, se sucedieron al mando de la misma, con carácter interino, tres generales de división (los tres militares de la región que, según las ordenanzas, tenían mayor empleo, escalafonamiento y antigüedad), dado que los dos primeros pasaron a la situación B a los pocos meses de empezar a ostentar el mando. El último de ellos, el general de división y Comandante General de Melilla Gautier Larrainzar, fue ascendido a teniente general al término de la existencia de la IX Región (y con ello de su mandato al frente de ella), y nombrado capitán general de la recién creada Región Militar Sur. Con la desaparición de esta demarcación militar, también fueron disueltas, meses después, sus dos unidades peninsulares más destacadas, en enero y mayo de 1985, respectivamente: la BRIR y la BRIDOT IX.

### 23-F
El 23 de febrero de 1981, esta región se hallaba bajo el mando del teniente general Antonio Delgado Álvarez, probablemente el general de su graduación menos intervencionista del Ejército. El intento de golpe de Estado cogió al general Delgado Álvarez fuera de Granada. El teniente general se hallaba viajando a Almería para asistir a un acto de despedida como capitán general, pues cesaba en el mando de la región en 15 días, al cumplir la edad reglamentaria. Su ausencia de su destino, que provocó una cierta desorientación en el ámbito castrense, conllevó que se hiciese cargo de facto de la Región el segundo jefe de la misma, el Gobernador Militar de Granada, el general de división Manuel Parrizas Ropero, pero en comunicación con su capitán general y subordinado a él en cuanto a capacidad de decisión. 
Ambos adoptaron una posición ante el golpe de esperar y ver (siendo la única región militar que maniobró de tal modo), con el fin de no comprometerse ni perjudicarse si su posición no era la victoriosa. Los mandos de la demarcación se mantuvieron pasivos y colaboraron con las autoridades civiles, ya que no llegó ninguna orden de Granada sobre como debían actuar. A esta dinámica contribuyó el contexto propio de esta región, pues se trataba de una demarcación con una importancia militar secundaria y dotada de unidades militares de poca relevancia (a excepción de las de Melilla), gobernada por mandos de escasa trascendencia, con reducidas posibilidades de ascenso y un talante poco intervencionista, y establecida en un territorio con cierta tendencia electoral hacia las fuerzas políticas de izquierda y un escaso peso político y económico. El general Delgado regresó a Granada de madrugada, tras el mensaje del Rey y con la situación ya clarificada, haciéndose cargo de la situación personalmente desde ese momento.
En líneas generales, la jornada transcurrió con bastante placidez en la Región Militar, pese al descontrol producido por una manifestación de becarios en Granada y por unas algaradas de la extrema derecha en Armilla y Motril. Esta fue, tal vez, la región militar en la que sus principales mandos tuvieron un papel menos activo durante el golpe de Estado, y por eso ni siquiera fueron objeto de suspicacias en los medios de comunicación, a diferencia de otros, y desde luego, el gobierno no les sancionó.

## Mandos
| Dictadura franquista (como Capitán General y Jefe de la División Nº 23, con empleo de General de División) - 1944-1946: Vicente Lafuente Baleztena - 1946-1950: Saturnino González-Badía Rubio - 1950-1951: Emilio Esteban Infantes y Martín - 1951-1953: Joaquín Ríos Capapé - 1953-1955: Antonio Barroso Sánchez-Guerra - 1955-1956: Pedro Pimentel Zayas - 1956-1957: Fermín Gutiérrez de Soto - 1957-1959: Rafael Álvarez Serrano Dictadura franquista (como Capitán General, con empleo de Teniente General) - 1959-1962: Rafael Alvarez Serrano - 1962: José Héctor Vázquez - 1962-1965: Ramón Robles Pazos - 1965: José Montesino-Espartero y Averly - 1965-1966: Joaquín Agulla Jiménez-Coronado - 1966-1968: Enrique Guiloche Bayo | - 1968-1969: Luis Anel Urbez - 1969-1971: Fernando Rodríguez Cifuentes - 1971-1973: Nicasio Joaquín Montero García - 1973-1974: Ángel Ruiz Martín - 1974-1975: Carlos García Riveras Reinado de Juan Carlos I - 1975-1977: Joaquín de Valenzuela y Alcibar-Jáuregui - 1977-1979: Antonio Balcázar Rubio de la Torre - 1979-1981: Antonio Delgado Álvarez - 1981-1982: Pedro Fontenla Fernández - 1982-1984: Ricardo Oñate de Pedro (último titular) - 1984 (febrero-abril): GD Felipe Chica Bernal, Gobernador Militar de Málaga (interino) - Encargado de despacho: GD Max Miguel Meyer-Thor Straten Moll, Gobernador Militar de Granada - 1984 (abril-julio): GD Max Miguel Meyer-Thor Straten Moll, Gobernador Militar de Granada (interino) - 1984 (julio-octubre): GD Fernando Gautier Larrainzar, Comandante General de Melilla (interino y último) |

## Organización
Dado que no tenía una posición de gran relevancia en el organigrama militar español, las unidades de la IX Región no eran especialmente importantes, salvo la guarnición de Melilla. Los Centros de Instrucción de Reclutas de la IX Región Militar y de la guarnición de Melilla fueron los CIR n.º 6 y n.º 17 (este último disuelto en 1968), ambos situados en la Base Álvarez de Sotomayor de Viator. Esta región militar, al igual que las demás, dispuso de una revista regionalizada propia (dentro de una serie de publicaciones regionalizadas del Recreo Educativo del Soldado (R.E.S.)), denominada Bailén, de temática militar variada, que incluía novedades y artículos sobre la IX Región Militar, y sus unidades y nombramientos. En febrero de 1981 las unidades con base en esta región militar eran las siguientes:

Distribución geográfica de las principales unidades militares de la región.

- Capitanía General de la IX Región Militar. Granada.
  - Cuartel General. Convento de San Francisco Casa Grande. Granada.
  - Estado Mayor de la IX Región Militar. Granada.
    - Jefatura del Estado Mayor de la IX Región Militar. Granada.
    - 2ª Jefatura del Estado Mayor de la IX Región Militar. Granada.

  - Subinspección de Tropas y Servicios de la IX Región Militar. Granada. Vinculada al cargo de Gobernador militar de la plaza y provincia de Granada.
  - Segunda Jefatura de Tropas de la IX Región Militar. Málaga. Vinculada al cargo de Gobernador militar de la plaza y provincia de Málaga.
  - Jefatura de los Servicios de Intendencia de la IX Región Militar. Granada.
  - Jefatura de Artillería / los Servicios de Artillería de la IX Región Militar. Granada.
  - Jefatura de Ingenieros de la IX Región Militar. Granada.
  - Subinspección de Caballería de la II, III y IX Regiones Militares (hasta 1980). Jaén. Vinculada en su último mandato al cargo de Gobernador militar de la plaza y provincia de Jaén. Sustituida por la "Subinspección de Caballería de la Tercera, Cuarta, Quinta, Sexta y Novena Regiones Militares", vinculada al cargo de Gobernador militar de la plaza y provincia de Logroño y situada en Logroño.
  - Jefatura de Intervención Militar de la IX Región Militar. Granada.
  - Junta Regional del Recreo Educativo del Soldado de la IX Región Militar. Granada.
  - Junta de Adquisiciones y Enajenaciones de la IX Región Militar. Granada.
  - Junta Regional de Contratación de la IX Región Militar. Granada.
  - Junta Regional de Educación Física y Deportes de la IX Región Militar. Granada.
  - Dirección Regional de Centros de Estudios de Jefes de la IX Región Militar. Granada.
  - Centro Regional de Formación Intensiva Profesional de la IX Región Militar. Granada.
  - Centro de Estudios de la IX Región Militar. Granada.
  - Consejo Superior de Acción Social de la IX Región Militar. Granada.
  - Compañía de Honores de la IX Región Militar. Granada.
- Unidades Regionales (Apoyo Logístico a la BRIDOT IX):
  - Compañía Regional de Transmisiones de la IX Región Militar. Granada.
  - Comandancia de Obras de la IX Región Militar. Granada.
  - Grupo Regional de Intendencia n.º 9. Granada.
  - Mayoría Regional De Intendencia n.º 9. Granada.
  - Grupo Regional de Sanidad Militar n.º 9. Granada.
  - Compañía Regional de Automovilismo de la IX Región Militar. Granada.
  - Base de "Parque y Talleres de Automovilismo de la IX Región Militar". Granada.
  - Parque Regional de Artillería. Granada.
  - Biblioteca Regional. Granada. Alojada en el Gobierno Militar de Granada.

Distintivo con el escudo de la Brigada de Defensa Operativa del Territorio IX.

- BRIDOT IX (Brigada de Infantería de Defensa Operativa del Territorio IX), 1965-1985:
  - Cuartel General. Dependencias de Ingenieros del Acuartelamiento Cervantes. Granada.
  - Regimiento de Infantería Córdoba n.º 10. Acuartelamiento Cervantes. Granada.
  - Regimiento de Infantería Melilla n.º 52. Campamento "Comandante Benítez"'. Málaga.
  - Plana Mayor Reducida (PLMR) del Regimiento de Infantería Ceuta n.º 54. Campamento "Comandante Benítez". Málaga. El Regimiento estuvo en Campamento Montejaque de Ronda desde 1966 a junio de 1980.
  - Compañía de Operaciones Especiales (COE) n.º 91. Acuartelamiento Cervantes. Granada. Adscrita al Regimiento Córdoba n.º 10.
  - Compañía de Operaciones Especiales (COE) n.º 92. Campamento "Comandante Benítez". Málaga. Adscrita al Regimiento Melilla n.º 54. Previamente en el Acuartelamiento de El Fuerte (Ronda) y adscrita al Regimiento Ceuta n.º 54 hasta junio de 1980.
  - Grupo Ligero de Caballería (GLC) IX. Cuartel de Vaciacostales. Jaén.
  - Regimiento de Artillería de Campaña (RACA) n.º 16. Acuartelamiento Santa Bárbara. Granada. Recibió la Medalla de Oro de la Ciudad de Granada en 1968.
  - Batallón Mixto de Ingenieros IX. Acuartelamiento Cervantes. Granada.
  - Agrupación Mixta de Encuadramiento n.º 9. Acuartelamiento Cervantes. Granada.

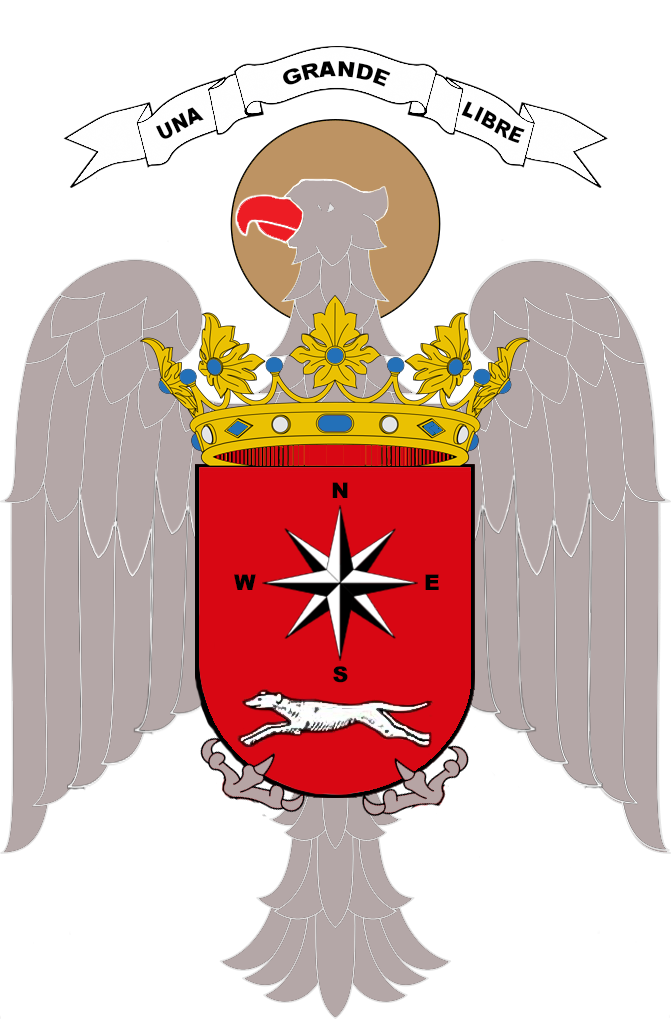
Escudo de la Brigada de Infantería de Reserva.

- BRIR - Brigada de Infantería de Reserva (Base Álvarez de Sotomayor, Viator-Almería):

Desde 1965:
- - Cuartel General. Málaga.
  - Regimiento de Infantería Aragón n.º 17. Acuartelamiento "Comandante Benítez". Málaga. Trasladado en 1978 a Viator como Batallón de Infantería II Aragón.
  - Regimiento de Infantería Extremadura n.º 15. Acuartelamiento del Calvario. Algeciras. Trasladado en 1978 a Viator como Batallón de Infantería III Extremadura.
  - Regimiento de Artillería de Campaña (RACA) n.º 15. Acuartelamiento "Capitán General Varela". Cádiz. En 1978 trasladado a Viator reorganizado.
  - Batallón Mixto de Ingenieros X. Cádiz. En 1978 trasladado a Viator.
  - Grupo Logístico. Málaga.

Desde 1978:
- - Cuartel General. Viator (Almería).
  - Batallón de Infantería I Nápoles.
  - Batallón de Infantería II Aragón.
  - Batallón de Infantería III Extremadura.
  - Grupo de Artillería.
  - Batallón Mixto de Ingenieros.
  - Unidad de Servicios e Instrucción (USI).

Nota: La BRIR no estaba encuadrada en las unidades DOT, aunque sus servicios logísticos eran prestados por las Unidades Regionales de la IX Región Militar (una situación no habitual, dado que las Brigadas de las FII solían tener sus propios Grupos Logísticos). Su función era el refuerzo de la guarnición de Melilla. Fue creada en 1965, y concentrada toda su estructura en Viator en 1978. Fue la primera Brigada del Ejército de Tierra en quedar reunida con todos sus medios en unas mismas instalaciones, convirtiéndose la Base de Viator en precursora del actual concepto de Base Militar. A partir de enero de 1985, la BRIR se transformó en la Brigada de Infantería Motorizada XXIII (BRIMT XXIII), y se integra como 3.ª Brigada de la División de Infantería Motorizada n.º 2 Guzmán el Bueno. Los batallones de infantería de esta Brigada formarían los Regimientos de Infantería Aragón n.º 17 (disuelto en 1995) y Mixto de Infantería Granada n.º 34 (disuelto en 1996).
- Regimiento de Infantería Nápoles n.º 24. Cuartel de "La Misericordia". Almería. Integrado durante sus últimos años en la 23.ª División y en la División n.º 91 del 2º Cuerpo de Ejército, al igual que otros importantes Regimientos en ese mismo período de tiempo, como Córdoba n.º 10 (Granada), Aragón n.º 17 (Málaga) o Alcántara n.º 15 (este último trasladado de Melilla a Jaén en 1960 con la reorganización pentómica e incorporado a la División n.º 91). Disuelto en 1965 y reconstituido en 1978 en Viator el Batallón de Infantería I Nápoles, integrado en la BRIR.

Escudo de la Comandancia General de Melilla.

- Comandancia General de Melilla (Desde 1968). Melilla. Bajo el mando de un General de División.
  - Regimiento Mixto de Artillería n.º 32.
  - Regimiento Mixto de Ingenieros n.º 8.
  - Tercio Gran Capitán I de La Legión.
  - Grupo de Fuerzas Regulares Indígenas (GFRI) Melilla n.º 2.
  - Grupo de Fuerzas Regulares Indígenas (GFRI) Alhucemas n.º 5.
  - Regimiento de Caballería Acorazado (RECAC) Alcántara n.º 10.
  - Agrupación Logística n.º 7.
    - Grupo de Intendencia.
    - Grupo de Sanidad Militar.

  - Unidad de Veterinaria.
  - Compañía de Mar de Melilla.
  - Compañía 93 de Policía Militar.
  - Jefatura de Automovilismo.
- Gobierno Militar de Almería. Almería. Bajo el mando de un General de Brigada.
  - Sección	I/9 de Policía Militar. Almería.
  - Zona de Reclutamiento y Movilización n.º 93. Almería.
- Gobierno Militar de Granada. Convento de la Merced (Granada). Vinculado su mando al de Subinspector de Tropas y Servicios de la IX Región Militar. Bajo el mando de un General de División. Desde 1985, con la IX Región Militar suprimida, vinculado su mando al de Jefe de la División Motorizada «Guzmán el Bueno» n.º 2.
  - Compañía 91 de Policía Militar. Granada.
  - Compañía 92 de Policía Militar. Granada.
  - Zona de Reclutamiento y Movilización n.º 91. Granada.
- Gobierno Militar de Jaén. Jaén. Bajo el mando de un General de Brigada (usualmente de Caballería).
  - Zona de Reclutamiento y Movilización n.º 94. Jaén.
- Gobierno Militar de Málaga. Málaga. Vinculado su mando al de Segundo Jefe de Tropas de la IX Región Militar. Bajo el mando de un General de División (General de Brigada desde mayo de 1984, con la IX Región Militar cercana a su supresión).
  - Compañía 94 de Policía Militar. Acuartelamiento de Segalerba. Málaga.
  - Zona de Reclutamiento y Movilización n.º 92. Málaga.
- Instrucción Premilitar Superior. Campamento "Montejaque"'. Ronda. Hasta 1972, año en que cambia a "IMEC".
- 'Tercio 4.º Alejandro Farnesio de la Legión'. Creado de nuevo en 1981 y acuartelado en el Campamento "Montejaque" de Ronda.
- Otras unidades e instalaciones:
  - Hospital Militar. Granada.
  - Farmacia Militar. Granada.
  - Residencia Militar de oficiales y de suboficiales. Granada.
  - Residencia Militar de montaña Las Sabinas. Granada.
  - Residencia Militar (de suboficiales) Nuestra Señora de Luján (desde 1980). Churriana, Málaga.
  - Albergue Militar de Hoya de la Mora. Güéjar Sierra (Granada).
  - Albergue General Oñate (desde 1983). Monachil (Granada).
  - 63 Unidad del VI Batallón del Regimiento de Movilización y Prácticas de Ferrocarriles. Granada.
  - Depósito de Intendencia. Granada.
  - Comisión Geográfica n.º 9. Granada.
  - Unidad de Veterinaria n.º 9. Granada.
  - Polvorín de Sierra Elvira. Atarfe (Granada).
  - Fábrica de munición y pólvoras de Santa Bárbara. Granada.
  - Campamento Alférez Rubio Moscoso. Padul (Granada).
  - Centro Deportivo Militar General Montero-Los Mondragones. Granada.
  - Centro de Transmisiones CT 15 de la RTM (Red Territorial de Mando). Granada.